# Papiss Demba Cissé
Papiss Demba Cissé (* 3. Juni 1985 in Dakar) ist ein senegalesischer Fußballspieler.

## Karriere
Cissé begann als Kind im Senegal, auf der Straße Fußball zu spielen. Nachdem er auf einem örtlichen Turnier gesichtet worden war, kam er zur AS Douanes Dakar. Er wurde in der dortigen Fußballschule ausgebildet und gewann später den Meistertitel.

### Zwischen erster und dritter Liga in Frankreich
Über das Ausbildungszentrum des französischen Klubs SC Bastia gelangte Cissé im Sommer 2005 zum damaligen Erstligisten FC Metz. Nach einem Monat wurde er für die Saison 2005/06 vom FC Metz an den Drittligisten AS Cherbourg ausgeliehen. In dieser Spielzeit absolvierte er 26 Partien und erzielte dabei elf Tore.
Zur Saison 2006/07 kehrte er zum aus der Ligue 1 abgestiegenen FC Metz zurück und stieg mit dem Verein nach der nächsten Saison wieder in die Ligue 1 auf. Nach neun Spielen in der Ligue 1 wurde er zur Rückrunde der Saison 2007/08 an den Zweitligisten LB Châteauroux verliehen, um dann wieder ab dem Sommer 2008 mit dem FC Metz bis zur Winterpause 2009/10 in der zweiten Liga zu spielen. In den letzten 16 Spielen mit dem FC Metz erzielte Cissé acht Tore, davon sechs Tore in den letzten sechs Spielen.

### SC Freiburg
Am 28. Dezember 2009 unterzeichnete Cissé einen ab 2. Januar 2010 laufenden Vertrag beim deutschen Bundesligisten SC Freiburg. Die Freiburger Vereinsführung wollte Cissé bereits im Sommer 2009 verpflichten, als Cissé bei dem 2:1-Sieg des FC Metz in einem Testspiel gegen den SC Freiburg ein Tor selbst erzielt und ein weiteres vorbereitet hatte. Doch konnte man sich nicht über die Höhe der Ablösesumme einigen. Dies gelang schließlich zur Winterpause 2009/10. In den 16 Spielen der Rückrunde erzielte Cissé sechs Treffer.
In der Spielzeit 2010/11 schoss Cissé in 32 Bundesligaeinsätzen 22 Tore und war damit hinter Mario Gómez vom FC Bayern der zweitbeste Torschütze der Saison. Außerdem erzielte er zwei Treffer im DFB-Pokal 2010/11. Am 2. Spieltag der Folgesaison erzielte er in seinem 50. Spiel in der 91. Minute das Tor zum 1:2-Endstand gegen den 1. FSV Mainz 05 und damit seinen 30. Treffer für Freiburg, womit er Aleksandre Iaschwili als Rekordtorschützen des SC ablöste. Insgesamt erzielte Cissé 37 Bundesligatore für Freiburg.

### Newcastle United
In der Winterpause der Saison 2011/12 wechselte Cissé zu Newcastle United. Er unterschrieb einen bis zum 30. Juni 2017 laufenden Vertrag und erhielt die Rückennummer 9. Die Ablösesumme betrug 12 Millionen Euro, die bis dahin höchste Transfersumme, die je an den SC Freiburg gezahlt wurde.
Cissé erzielte in den ersten sieben Spielen für Newcastle United sieben Treffer. In seinem achten Spiel beim 2:0-Auswärtssieg gegen Swansea City traf er im dritten Spiel nacheinander zweimal. Am 2. Mai 2012 erzielte Cissé beim 2:0-Sieg gegen den FC Chelsea an der Stamford Bridge erneut beide Treffer. Sein 2:0 bezeichnete die Presse als „Marke Tor des Jahres“. Insgesamt kam er in der Premier-League-Rückrunde auf 14 Spiele und 13 Tore.
In den nächsten beiden Saisons stand Cissé fast in allen Spielen in der Mannschaft, traf jedoch nicht mehr so häufig wie in den Saisons zuvor. Er erzielte sieben Tore in 60 Premier-League Spielen. In der Saison 2012/13 spielte Newcastle United in der Europa League, aus der man im Viertelfinale gegen Benfica Lissabon ausschied; Cissé spielte zehn Spiele in diesem Wettbewerb und erzielte vier Treffer.
In der Saison 2014/15 erzielte er unter anderem bei den Ligaspielen gegen Hull City (2:2), Swansea City (2:2) und gegen den FC Chelsea (2:1, am 6. Dezember 2014) jeweils die beiden Treffer für Newcastle United.
Am 7. März 2015 sperrte die Disziplinarkommission des englischen Fußball-Verbandes Cissé für sieben Premier-League-Spiele, da er am 4. März 2015 im Ligaspiel gegen Manchester United (0:1) seinen Gegenspieler Jonny Evans bespuckt hatte; auch Evans wurde für sechs Spiele gesperrt. Cissés Strafe fiel höher aus, da er bereits im Dezember 2014 wegen eines Fouls mit dem Ellbogen für drei Spiele suspendiert worden war.

### Wechsel nach Asien
Im Sommer 2016 wechselte er zum chinesischen Erstligisten Shandong Luneng Taishan, für den er am 16. Juli 2016 (17. Spieltag) beim 0:0 im Auswärtsspiel gegen Liaoning Hongyun debütierte.
Kurz vor dem Ende der Sommertransferperiode 2018 wechselte Cissé in die türkische Süper Lig zu Alanyaspor.

### Stationen in der Türkei
Auf der Rückfahrt vom Auswärtsspiel gegen Kayserispor am 28. April 2019 verunglückte ein Kleintransporter mit einigen Spielern von Alanyaspor. Hierbei wurden Cissé sowie seine Mitspieler Steven Caulker, Baiano, Djalma Campos, Welinton und Isaac Sackey verletzt. Der tschechische Nationalspieler Josef Šural kam bei dem Unglück ums Leben. Seinen ersten Hattrick für Alanyaspor schoss er am 18. Juni 2020 im Pokalspiel gegen den Lokalrivalen Antalyaspor, wodurch er seiner Mannschaft zum Einzug ins Pokalfinale verhalf. Nach Vertragsende bei Alanyaspor wechselte Cissé Anfang Oktober 2020 in der Saison 2020/21 an das südöstliche Ufer des Bosporus zum Ligakonkurrenten Fenerbahçe Istanbul. Dort spielte er bis Juli 2021, bevor er im Februar 2022 von Caykuk Rizespor unter Vertrag genommen wurde.

### Amiens SC
Im Sommertransferfenster 2022 wechselte er ablösefrei zum Amiens SC, für den er eine Spielzeit lang auflief. 2025 nahm den nun 39-Jährigen der neugegründete saudi-arabische Verein al-Qabila unter Vertrag.

### Nationalmannschaft
Cissé ist senegalesischer Nationalspieler und nahm an der Afrikameisterschaft 2012 und 2015 teil. Beim 7:0-Sieg gegen Mauritius in der Afrika-Cup-Qualifikation 2010 erzielte er drei Treffer.

## Erfolge
- FC Metz (2005–2009)
  - Aufstieg in die Ligue 1 und Meister der Ligue 2: 2006/07

- SC Freiburg (2010–2012)
  - Mitglied der VDV 11: 2010/11